# 406
406 (CDVI) fue un año común comenzado en lunes del calendario juliano, en vigor en aquella fecha.
En el Imperio romano, el año fue nombrado como el del consulado de Arcadio y Probo, o menos comúnmente, como el 1159 Ab urbe condita, adquiriendo su denominación como 406 a principios de la Edad Media, al establecerse el anno Domini.

## Acontecimientos
- Una coalición de pueblos bárbaros, incluyendo grupos de vándalos, suevos y alanos, cruzan el Rin empezando la invasión del Imperio romano occidental. La fecha tradicional que se da para ese hecho es el 31 de diciembre (el día anterior a las calendas de enero).

## Fallecimientos
- Cromacio de Aquilea, obispo, escritor y santo católico italiano (n. 335/340).
- 31 de diciembre: Godegisilio, rey vándalo.